# Xu Caihou
Xu Caihou en chino, 徐才厚; pinyin, Xú Cáihòu; (Liaoning, junio de 1943 - marzo de 2015) fue un general del Ejército Popular de Liberación de China y Vicepresidente de la Comisión Militar Central (CMC), el más alto Consejo militar de China. Como Vicepresidente del CMC, fue uno de los oficiales de más alto tango del Ejército Popular de Liberación. También entre el 2007 y el 2012 formó parte del Politburó de 25 miembros del Partido Comunista de China.
Xu nació en el seno de una familia de clase trabajadora en la provincia de Liaoning, gran parte de los inicios de su carrera lo pasó en el noreste de China. En 1990 se mudó a Pekín para ser comisario político del 16º Cuerpo de Ejército, posteriormente fue editor del periódico del Ejército de Liberación del Pueblo. En 1996 Xu se desempeñó como comisario político de la Región Militar de Jinan. En septiembre del 2004 asume como Vicepresidente del CMC. Se retiró en marzo de 2013.
En marzo del 2014 Xu fue detenido e investigado bajo sospechas de haber recibido sobornos, en una de las investigaciones de corrupción de más alta exposición en la historia del Ejército Popular de Liberación, y en junio del 2014 fue expulsado del Partido Comunista. Se afirmó que Xu había recibido "sobornos enormes" a cambio de ascender de grado a oficiales bajo su mando mientras fue Vicepresidente del CMC. En marzo del 2015, al momento de fallecer de un cáncer de vejiga, Xu estaba siendo juzgado y enfrentaba una corte marcial.